# Victor Francen
Victor Francen (Tienen, 5 augustus 1888 - Aix-en-Provence, 18 november 1977) was een Frans acteur van Belgische afkomst.

## Leven en werk
Francen groeide op in de Vlaamse stad Tienen, niet ver van de Franse taalgrens, als de zoon van een politiecommissaris. Hij vond werk in de commerciële wereld. Daarna verhuisde hij naar Parijs waar hij toneellessen volgde. Vanaf 1920 verscheen hij op de planken in diverse Parijse zalen.

### Voorkomen en acteerstijl
Zijn imponerende voorname verschijning, zijn theatrale, wat afstandelijke ernst en zijn hoogdravende, plechtige manier van spreken bestemden hem voor om grote heldhaftige figuren en gezaghebbende personages te spelen: legerofficier (7), dokter (4), wetenschapper of professor (3), universiteitsrector, leerkracht, diplomaat (2), ingenieur (2), advocaat, koning (2) en lakei van de koning, graaf, politie-inspecteur, hoofd spionagedienst, dirigent, violist, pianist en geestelijke.
Geholpen door zijn scherpe indringende blik, zijn glanzend zilverkleurig haar en zijn getrimd ringbaardje ging de rol van de rijpere en elegante verleider hem uitstekend af.

### Filmcarrière

#### Franse films
Francen deed aan het begin van de jaren twintig al wat filmervaring op. In 1931 debuteerde hij 'echt', meteen in de hoofdrol, in de sciencefiction film-rampenfilm La Fin du monde, Abel Gance's eerste geluidsfilm.
Francen was al een tijd de veertig voorbij wanneer hij, vanaf datzelfde jaar, met Gaby Morlay, een actrice met een speels en vrijgevochten imago, een van de meest succesrijke koppels van het Frans melodrama vormde. Samen waren ze te zien in zes films:
- In het drama Après l'amour (1931) heeft de door zijn vrouw bedrogen Francen Morlay als minnares.
- In het romantisch drama Ariane, jeune fille russe (1931) neemt de studente Morlay een bemiddelde veertiger (Francen) als minnaar.
- In het melodrama Mélo (1932) houdt de getrouwde Morlay niet alleen van haar echtgenoot maar ook van diens vriend (Francen).
- In Le Roi (1936), een komedie, wat uitzonderlijk was in Francens carrière, verleidt Francen als koning van een denkbeeldig land op bezoek in Frankrijk niet alleen de vrouw (Morlay) maar ook de minnares van een gedeputeerde.
- In Nuits de feu (1937), een drama naar een werk van Tolstoj, verdenkt een Russische openbare aanklager (Francen) zijn vrouw (Morlay) ervan een relatie te hebben met een getalenteerde jonge advocaat. Deze film werd verwezenlijkt door Marcel L'Herbier, een cineast met wie Francen zeven keer samenwerkte.
- In Entente cordiale (1939) belichaamde Francen Eduard VII, de zoon van Victoria (gespeeld door Morlay). Dit op het biografisch werk Édouard VII et son temps van André Maurois gebaseerde drama toonde hoe Frankrijk en Engeland hun onderlinge spanning overstijgen om eendrachtig een potentiële vijand het hoofd te bieden. Deze film van L'Herbier oogstte veel succes en behaalde zo zijn propagandistische doeleinden.

Dankzij zijn voorname voorkomen werd hij dikwijls gecast met veel jongere actrices op wie hij, ondanks hun leeftijdsverschil, verliefd werd of zij op hem: 
- In het romantisch drama Ariane, jeune fille russe (1932) wordt Morlay als jonge Russische studente in Parijs verliefd op een oudere man (Francen).
- In het avonturendrama Feu! (1937) wordt een jonge wapensmokkelaarster verliefd op een oudere commandant (Francen).
- Het drama L'Appel de la vie (1937) had het over de onmogelijke liefde tussen een professor (Francen) en zijn jonge assistente.
- In het psychologisch drama Forfaiture (1937) heeft burgerlijk ingenieur Francen een veel jongere echtgenote.
- In de tragikomedie La Vierge folle (1938) wordt Francen als rijpe Parijse advocaat verliefd op een jong meisje
- In het drama La Révoltée (1948), de laatste film die Francen onder regie van L'Herbier draaide, wordt een jonge bedrogen vrouw opnieuw verliefd op een (oudere) man (Francen) maar die blijkt gehuwd te zijn.

Francen sloot zijn Franse carrière af met het heel vermeldenswaardige La Fin du jour (1939), een melodrama dat zich afspeelt in een tehuis voor oude en behoeftige acteurs. Hij gaf daarin pakkend gestalte aan een oudere gedesillusioneerde flutacteur, naast de 'monstres sacrés' Louis Jouvet en Michel Simon. In Hollywood kwam hij later regisseur Julien Duvivier opnieuw tegen voor diens tragikomedie Tales of Manhattan (1942).

#### Amerikaanse periode: 1940-1961
In 1940 begaf Francen zich naar Hollywood waar Charles Boyer hem in het filmmilieu binnenloodste. Hij moest zich wel tevreden stellen met bijrollen.
Met veelfilmer Michael Curtiz draaide hij drie films waarvan het oorlogsdrama Passage to Marseille de bekendste was. Maar ook andere gevestigde Hollywoodregisseurs zoals Jean Negulesco, Delmer Daves, Charles Vidor, Mitchell Leisen en Robert Florey deden meermaals een beroep op zijn présence.

### Latere carrière
Naar het einde van zijn Hollywoodperiode toe en erna was Francen nog enkele keren te zien in hoofdzakelijk Franse films. Met soms grote tussenpozen verscheen hij op de bühne. In de jaren vijftig regisseerde hij ook enkele toneelstukken. Een zeldzame keer deed hij televisiewerk.

### Privéleven
Francen was eerst gehuwd me Eleanor Kreutzer die hem een dochter schonk. Daarna was hij de levenspartner van actrice Renée Corciade. In 1934 trouwde hij voor de tweede keer met actrice Mary Marquet. Ook dit huwelijk was geen lang leven beschoren.
Francen overleed in 1977 op 89-jarige leeftijd.

## Filmografie (selectie)
- 1921 - Crépuscule d'épouvante (Henri Etiévant)
- 1923 - La Neige sur les pas (Henri Etiévant)
- 1931 - La Fin du monde (Abel Gance)
- 1931 - Après l'amour (Léonce Perret)
- 1931 - L'Aiglon (Victor Tourjansky)
- 1931 - Ariane, jeune fille russe (Paul Czinner)
- 1932 - Mélo (Paul Czinner)
- 1933 - Le Voleur (Maurice Tourneur)
- 1934 - L'Aventurier (Marcel L'Herbier)
- 1935 - Veille d'armes (Marcel L'Herbier)
- 1936 - Le Roi (Pierre Colombier)
- 1936 - La Porte du large (Marcel L'Herbier)
- 1937 - L'Appel de la vie (Georges Neveux)
- 1937 - Nuits de feu (Marcel L'Herbier)
- 1937 - Forfaiture (Marcel L'Herbier)
- 1938 - J'accuse! (Abel Gance)
- 1938 - La Vierge folle (Henri Diamant-Berger)
- 1939 - Entente cordiale (Marcel L'Herbier)
- 1939 - La Fin du jour (Julien Duvivier)
- 1941 - Hold Back the Dawn (Mitchell Leisen)
- 1942 - The Tuttles of Tahiti (Charles Vidor)
- 1942 - Ten Gentlemen from West Point (Henry Hathaway)
- 1942 - Tales of Manhattan (Julien Duvivier)
- 1943 - Mission to Moscow (Michael Curtiz)
- 1943 - Madame Curie (Mervyn LeRoy)
- 1943 - The Desert Song (Robert Florey)
- 1944 - The Conspirators (Jean Negulesco)
- 1944 - In Our Time (Vincent Sherman)
- 1944 - Passage to Marseille (Michael Curtiz)
- 1944 - The Mask of Dimitrios (Jean Negulesco)
- 1944 - Hollywood Canteen (Delmer Daves)
- 1945 - Confidential Agent (Herman Shumlin)
- 1945 - San Antonio (David Butler)
- 1946 - Devotion (Curtis Bernhardt)
- 1946 - Night and Day (Michael Curtiz)
- 1946 - The Beast with Five Fingers (Robert Florey)
- 1947 - The Beginning or the End (Norman Taurog)
- 1947 - La Révoltée (Marcel L'Herbier)
- 1948 - To the Victor (Delmer Daves)
- 1950 - La nuit s'achève (Pierre Méré)
- 1951 - Adventures of Captain Fabian (Robert Florey)
- 1954 - Hell and High Water (Samuel Fuller)
- 1955 - Bedevilled (Mitchell Leisen)
- 1957 - A Farewell to Arms (Charles Vidor)
- 1959 - Der Tiger von Eschnapur (Fritz Lang)
- 1959 - Das indische Grabmal (Fritz Lang)
- 1961 - Fanny (Joshua Logan)
- 1964 - La Grande Frousse (Jean-Pierre Mocky)